# Le Petit Nicolas (film)
Le Petit Nicolas is een Franse komische film uit 2009 geregisseerd door Laurent Tirard en gebaseerd op de gelijknamige boekenreeks van René Goscinny en Jean-Jacques Sempé.

## Verhaal
De kleine Nicolas leidt een aangenaam bestaan, hij heeft ouders die van hem houden, een groepje toffe vrienden met wie hij zich goed amuseert en hij wil zijn goede leventje liefst zo houden. Op een dag hoort hij een gesprekje tussen zijn ouders waardoor hij verkeerdelijk gelooft dat zijn moeder zwanger is en dat hij – eens dat zijn broertje of zusje er is – zal achtergelaten worden in het bos, zoals Klein Duimpje. Om zichzelf van dit lot te besparen begint hij een heus charme-offensief ten opzichte van zijn ouders. Maar omdat hij het te goed wil doen haalt hij zich ongewild hun woede op de hals. De wanhoop nabij besluit hij van strategie te veranderen. Het is niet hij die moet verdwijnen, hij was er immers eerst. Degene die moet verdwijnen is de baby. Toen Nicolas en zijn ouders gingen wandelen deed Nicolas de deuren op slot van de auto. Hij was bang ook achtergelaten te worden door zijn ouders om ruimte te maken voor de baby. 

## Rolverdeling
- Maxime Godart als Nicolas

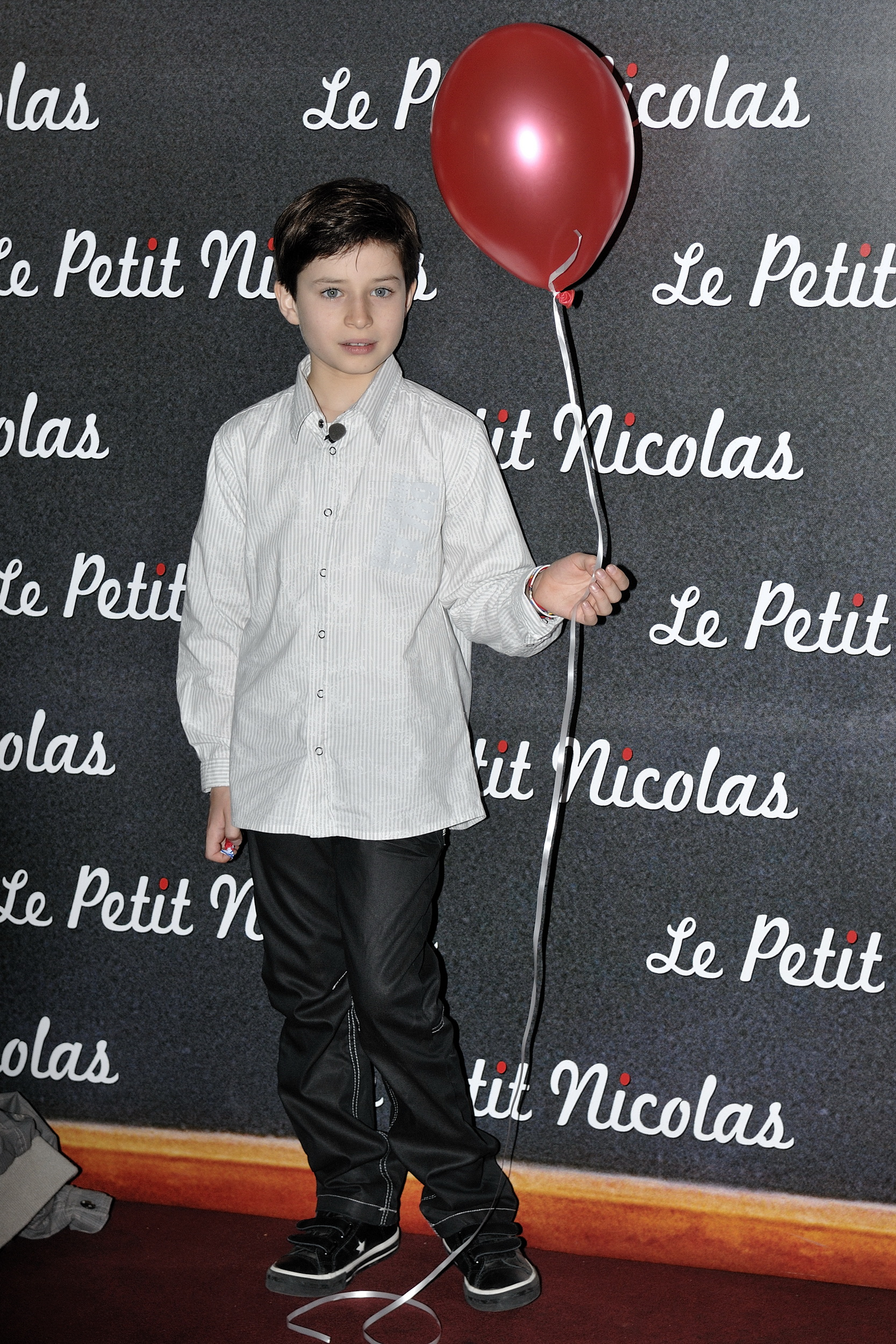
Maxime Godart

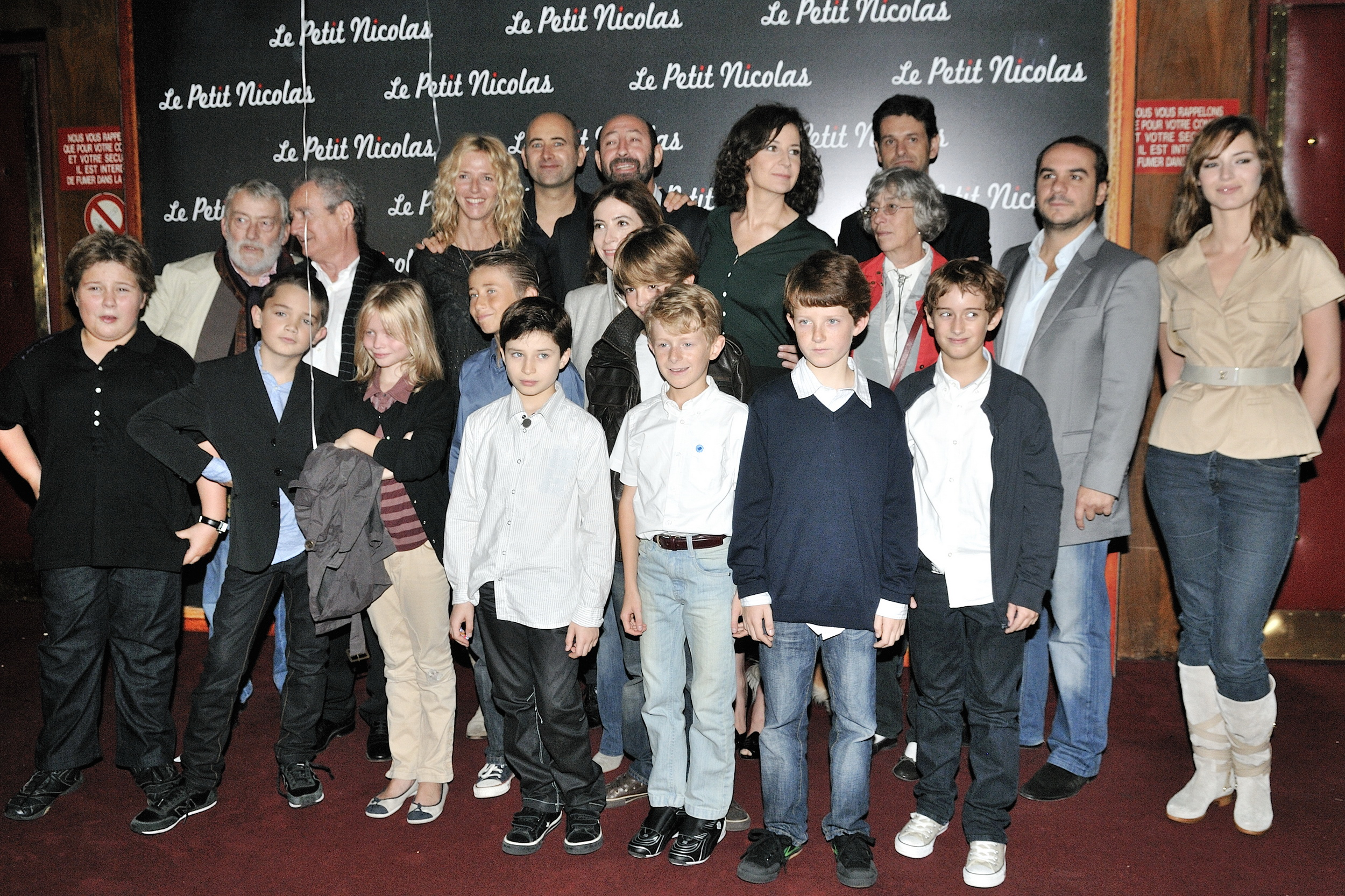
De filmploeg

- Valérie Lemercier als de moeder van Nicolas
- Kad Merad als de vader van Nicolas
- Sandrine Kiberlain als de lerares
- Louise Bourgoin als bloemenverkoopster
- François-Xavier Demaison als M. Dubon
- Daniel Prévost als M. Moucheboume
- Vincent Claude als Alceste
- Victor Carles als Clotaire
- Damien Ferdel als Agnan
- Charles Vaillant als Geoffroy
- Benjamin Averty als Eudes
- Germain Petit Damico als Rufus
- Virgile Tirard als Joachim
- Michel Duchaussoy als de schooldirecteur
- Anémone als Mlle Navarrin